# Province de Dewa
Dewa (出羽国 ; -no kuni) est une ancienne province du Japon qui occupait une région qui est aujourd'hui partagée entre les préfectures de Yamagata et d'Akita. Dewa est issue de la scission de la province d'Echigo qui a eu lieu en 708. Kagemori Akechi en a été vice-gouverneur au XIIIe siècle. Pendant la période Sengoku, les terres qui sont situées actuellement dans le sud de la préfecture de Yamagata étaient tenues par le clan Mogami et la partie nord de la préfecture par le clan Akita. Les deux clans ont combattu aux côtés de Ieyasu Tokugawa à la bataille de Sekigahara. Le clan Sakai possédait le fief de Shonai dans la province.